# Десятковий логарифм
Десятковий логарифм — логарифм з основою 10. Десятковий логарифм числа {\displaystyle b} є розв'язком рівняння {\displaystyle ~10^{x}=b.}
Десятковий логарифм числа {\displaystyle b} існує, якщо {\displaystyle ~b>0.} Позначається {\displaystyle ~\lg \,b} (специфікація ISO 31-11).
Приклади:
{\displaystyle \lg \,1=0,\quad \lg \,10=1,\quad \lg \,100=2}
{\displaystyle \lg \,1000000=6,\quad \lg \,0{,}1=-1,\quad \lg \,0{,}001=-3}
У зарубіжній літературі, а також на клавіатурі калькуляторів зустрічаються й інші позначення десяткового логарифма:{\displaystyle ~\operatorname {log} ,\operatorname {Log} ,\operatorname {Log10} }, причому слід мати на увазі, що перші 2 варіанти можуть відноситися і до натурального логарифма.

## Алгебраїчні властивості
У нижченаведеній таблиці передбачається, що всі значення позитивні :
|                    | Формула                                                           | Приклад                                                                        |
| ------------------ | ----------------------------------------------------------------- | ------------------------------------------------------------------------------ |
| Добуток            | {\displaystyle \lg(xy)=\lg(x)+\lg(y)\,}                           | {\displaystyle \lg(10000)=\lg(100\cdot 100)=\lg(100)+\lg(100)=2+2=4\,}         |
| Частка від ділення | {\displaystyle \lg \!\left({\frac {x}{y}}\right)=\lg(x)-\lg(y)\,} | {\displaystyle \lg \left({\frac {1}{1000}}\right)=\lg(1)-\lg(1000)=0-3=-3}     |
| Степінь            | {\displaystyle \lg(x^{p})=p\lg(x)\,}                              | {\displaystyle \lg(10000000)=\lg(10^{7})=7\lg(10)=7\,}                         |
| Корінь             | {\displaystyle \lg {\sqrt[{p}]{x}}={\frac {\lg(x)}{p}}\,}         | {\displaystyle \lg {\sqrt {1000}}={\frac {1}{2}}\lg 1000={\frac {3}{2}}=1{,}5} |

Існує очевидне узагальнення наведених формул на випадок, коли допускаються негативні змінні, наприклад:
{\displaystyle \lg |xy|=\lg(|x|)+\lg(|y|),}
{\displaystyle \lg \!\left|{\frac {x}{y}}\right|=\lg(|x|)-\lg(|y|),}
Формула для логарифма добутку легко узагальнюється на довільну кількість співмножників:
{\displaystyle \lg(x_{1}x_{2}\dots x_{n})=\lg(x_{1})+\lg(x_{2})+\dots +\lg(x_{n})}
Вищеописані властивості пояснюють, чому застосування логарифмів (до винаходу калькуляторів) істотно полегшувало обчислення. Наприклад, множення багатозначних чисел {\displaystyle x,y} за допомогою логарифмічних таблиць [⇨] вироблялося за наступним алгоритмом:
1. Знайти в таблицях логарифми чисел {\displaystyle x,y}.
2. Скласти ці логарифми, отримуючи (відповідно до першої властивості) логарифм добутку {\displaystyle x\cdot y}.
3. За логарифмом добутку знайти в таблицях сам добуток.

Ділення, яке без допомоги логарифмів набагато трудомісткіше, ніж множення, виконувалося за тим же алгоритмом, лише із заміною складання логарифмів — відніманням. Аналогічно здійснювалися піднесення до степеня і знаходження кореня.
Зв'язок десяткового і натурального логарифмів :
{\displaystyle \ln x\approx 2{,}30259\ \lg x;\quad \lg x\approx 0{,}43429\ \ln x}

Знак логарифма залежить від логарифмуємого числа: якщо воно більше 1, логарифм позитивний, якщо воно між 0 і 1, то від'ємний. Приклад:
{\displaystyle \lg \,0{,}012=\lg \,(10^{-2}\times 1{,}2)=-2+\lg \,1{,}2\approx -2+0{,}079181=-1{,}920819}
Щоб уніфікувати дії з позитивними і негативними логарифмами, в останніх ціла частина (характеристика) надкреслюється зверху:
{\displaystyle \lg \,0{,}012\approx -2+0{,}079181={\bar {2}}{,}079181}
Мантиса логарифма, обрана з таблиць, при такому підході завжди позитивна.

## Функція десяткового логарифма
Якщо розглядати логарифмуєме число як змінну, ми отримаємо функцію десяткового логарифма: {\displaystyle ~y=\lg \,x.}. Вона визначена при всіх {\displaystyle ~x>0.} Область значень: {\displaystyle E(y)=(-\infty ;+\infty )}. Графік цієї кривої часто називається логарифмікою.
Функція монотонно зростає, неперервна і диференційована усюди, де вона визначена. Похідна для неї знаходиться за формулою:
{\displaystyle {\frac {d}{dx}}\lg \,x={\frac {\lg \,e}{x}}}
Вісь ординат {\displaystyle (x=0)} є лівою вертикальною асимптотою, оскільки:
{\displaystyle \lim _{x\to 0+0}\lg \,x=-\infty }

## Застосування

Десяткова логарифмічна шкала на логарифмічній лінійці

Логарифми за основою 10 до винаходу в 1970-і роки компактних електронних калькуляторів широко застосовувалися для обчислень. Як і будь-які інші логарифми, вони дозволяли багаторазово спростити і полегшити трудомісткі розрахунки, замінюючи множення на додавання, а ділення на віднімання; аналогічно спрощувались піднесення до степеня і знаходження кореня. Але десяткові логарифми мали перевагу перед логарифмами за іншою основою: цілу частину {\displaystyle L} логарифма числа {\displaystyle x} (характеристику логарифма) легко визначити.
- Якщо {\displaystyle x>1,} то {\displaystyle L} на 1 менше числа цифр в цілій частині числа {\displaystyle x}. Наприклад, відразу очевидно, що lg 345 знаходиться в проміжку (2, 3).
- Якщо {\displaystyle x<1,} то найближче до {\displaystyle L} ціле (в меншу сторону) дорівнює загальній кількості нулів в {\displaystyle x} перед першою ненульовий цифрою, взятому зі знаком мінус. Наприклад, lg 0,0014 знаходиться в інтервалі (-3, -2).

Крім того, при перенесенні десяткової коми в числі на {\displaystyle n} розрядів значення десяткового логарифма цього числа змінюється на {\displaystyle n.} Наприклад:
{\displaystyle \lg 8314{,}63=\lg 8{,}31463+3}
Звідси випливає, що досить скласти таблицю мантис (дробових частин) десяткових логарифмів для чисел в діапазоні від 1 до 10. Такі таблиці, починаючи з XVII століття, випускалися великим тиражем і служили незамінним розрахунковим інструментом вчених та інженерів.
Оскільки застосування логарифмів для розрахунків з появою обчислювальної техніки майже припинилося, в наші дні десятковий логарифм в значній мірі витіснений натуральним . Він зберігається в основному в тих математичних моделях, де історично вкоренився — наприклад, при побудові логарифмічних шкал.
| Число     | логарифм    | характеристика   | мантиса                      | запис      |
| n         | lg(n)       | C = floor(lg(n)) | M = (lg(n) − характеристика) |            |
| --------- | ----------- | ---------------- | ---------------------------- | ---------- |
| 5 000 000 | 6.698 970…  | 6                | 0.698 970…                   | 6.698 970… |
| 50        | 1.698 970…  | 1                | 0.698 970…                   | 1.698 970… |
| 5         | 0.698 970…  | 0                | 0.698 970…                   | 0.698 970… |
| 0.5       | −0.301 029… | −1               | 0.698 970…                   | 1.698 970… |
| 0.000 005 | −5.301 029… | −6               | 0.698 970…                   | 6.698 970… |

Зверніть увагу, що у всіх наведених у таблиці чисел одна і та ж мантиса.

## Історія
Перші таблиці десяткових логарифмів опублікував в 1617 році оксфордський професор математики Генрі Бріґґз для чисел від 1 до 1000, з вісьмома (пізніше — з чотирнадцятьма) знаками. Тому за кордоном десяткові логарифми часто називають брігсовимі. Але в цих і в наступних виданнях таблиць виявилися помилки. Перше безпомилкове видання на основі таблиць Георга Веги (1783) з'явилося тільки в 1857 в Берліні (таблиці Бремікера, Carl Bremiker) .
У Росії перші таблиці логарифмів були видані в 1703 році за участю Л. П. Магницького. У СРСР випускалися кілька збірок таблиць логарифмів:
1. Брадис В. М. Чотиризначні математичні таблиці. М.: Дрофа, 2010, ISBN 978-5-358-07433-0. Таблиці Брадіса, що видаються з 1921 року, використовувалися в навчальних закладах та в інженерних розрахунках, що не вимагають великої точності. Вони містили мантиси десяткових логарифмів чисел і тригонометричних функцій, натуральні логарифми і деякі інші корисні розрахункові інструменти.
2. Вега Г. Таблиці семизначних логарифмів, 4-е видання, М.: Надра, 1971. Професійний збірник для точних обчислень.